# Шлингензиф, Кристоф
Кристоф Мария Шлингензиф (нем. Christoph Maria Schlingensief, 24 октября 1960, Оберхаузен — 21 августа 2010, Берлин) — немецкий режиссёр, драматург, художник и актёр.

## Биография
Родился 24 октября 1960 года в Оберхаузене в семье аптекаря и медсестры. В возрасте двенадцати лет начал экспериментировать с узкопленочной кинокамерой. Среди прочего, в 1974 году снял игровой фильм «Дом мертвых леди Флоренс». В подвале родительского дома организовывал «культурные вечера», на которых выступали молодые артисты, такие как Хельге Шнайдер и Тео Йоргенсман. После окончания гимназии им. Генриха Гейне в Оберхаузене с 1981 года изучал немецкий язык, философию и историю искусства в Мюнхене. За это время попробовал свои силы в музыке (Vier Kaiserlein, в том числе с Тобиасом Грубеном) и начал свою карьеру в качестве кинорежиссёра.
Работая ассистентом Вернера Некеса, снял свои первые короткометражки. Его первым полнометражным фильмом стал «Тунгуска — Ящики прибыли» (1983). В 1986 по 1987 год работал первым исполнительным продюсером немецкого телесериала «Линденштрассе». В 1988 году поставил  для ZDF телефильм «Овцы в Уэльсе». За ним последовали провокационные игровые фильмы, такие как трилогия о Германии – «100 лет Адольфа Гитлера — Последний час в фюрербункере» (1989), «Немецкая резня бензопилой» (1990) и «Террор 2000» (1992), с которыми Шлингензиф впервые добился успеха и широкой известности как режиссёр. При этом «Террор 2000» опирался на «Миссисипи в огне» Алана Паркера, «120 дней Ботропа» — на «Сало, или 120 дней Содома» Пьера Паоло Пазолини, а «Маска матери» — на «Жертвенный путь» Файта Харлана.
В 1993 году Шлингензиф начал карьеру театрального режиссёра, поставив в берлинском театре «Фольксбюне» спектакль «100 лет ХДС — Игры без границ». В период с 1993 по 2006 год он реализовал множество проектов как в театре, так и за его пределами. Зачастую его театрализованные акции приобретали прямое политическое содержание. В 1998 году он основал партию «Шанс-2000» и участвовал с ней в выборах в бундестаг, устраивая различные перформансы.
В 2008 году у него был диагностирован рак лёгких. Течение болезни он описал в книге «На небе точно не будет так хорошо, как здесь», изданной в 2009 году.
Умер 21 августа 2010 года в Берлине.

## Номинации и премии
- 2005 — «Премия города Хоф» на Международном кинофестивале в Хофе[нем.][2][3]
- 2010 — Премия «Бэмби» за вклад в культуру[2][4]
- 2011 — «Золотой Лев за лучший национальный павильон» 54-й Венецианской биеннале — за павильон Германии, посвященный борьбе Кристофа Шлингензифа с раком, его последним проектам и кинотворчеству, частично подготовленный им самим (закончен куратором Сюзанной Геншаймер)
- 2012 — Номинация на «Золотой медведь за лучший короткометражный фильм» на Берлинском кинофестивале — за фильм Say Goodbye to the Story (ATT 1/11)[2][5]